# Batalha das Termópilas
A Batalha das Termópilas foi travada no contexto da Segunda Guerra Médica entre uma aliança de pólis gregas liderada pelo rei de Esparta Leônidas I e o Império Aquemênida de Xerxes I. A batalha durou três dias e se desenrolou no desfiladeiro das Termópilas ('Portões Quentes') em agosto ou setembro de 480 a.C. Ao mesmo tempo ocorreu a Batalha de Artemísio.
A invasão persa foi uma resposta tardia à Primeira Guerra Médica, que havia terminado com a vitória de Atenas na Batalha de Maratona. Xerxes reuniu um vasto exército e uma marinha para conquistar toda a Grécia e, em resposta à iminente invasão, o general ateniense Temístocles propôs que os aliados gregos bloqueassem o avanço do exército persa no desfiladeiro das Termópilas, enquanto bloqueavam o avanço da marinha persa no estreito de Artemísio.
Um exército aliado formado por aproximadamente 7 000 homens marchou ao norte para bloquear a passagem no verão de 480 a.C.. O exército persa, que, segundo estimativas modernas seria composto por 300 000 homens, chegou à referida passagem no final de agosto ou início de setembro. Em um número bem inferior, os gregos detiveram o avanço persa durante sete dias no total (incluindo três de batalha). Durante dois dias repletos de batalha uma pequena força liderada por Leônidas bloqueou a única maneira que o imenso exército persa poderia usar para entrar na Grécia. Após o segundo dia de batalha, um residente local chamado Efialtes traiu os gregos, mostrando aos invasores um pequeno caminho que podiam utilizar para aceder à parte traseira das linhas gregas. Sabendo que suas linhas seriam ultrapassadas, Leônidas descartou a maior parte do exército grego, permanecendo para proteger a sua retirada, juntamente com 300 hoplitas espartanos, 700 téspios, 400 tebanos e talvez algumas centenas de soldados, sendo que porém a maioria dos quais morreu na batalha.
Após o confronto, a marinha dos aliados em Artemísio recebeu a notícia da derrota nas Termópilas. Uma vez que sua estratégia requeria manter tanto Termópilas como Artemísio, o exército aliado decidiu retirar-se para Salamina. Os persas cruzaram Beócia e capturaram a cidade de Atenas, que previamente havia sido evacuada. No entanto, buscando uma vitória decisiva sobre a frota persa, o exército aliado atacou e derrotou os invasores na Batalha de Salamina no final do ano. Temendo ser preso na Europa, Xerxes retirou-se com a maior parte de seu exército para a Ásia, deixando o general Mardónio no comando do exército restante para completar a conquista da Grécia. Entretanto, no ano seguinte, os aliados conseguiram uma vitória decisiva na Batalha de Plateias, acabando com a invasão persa.
Escritores antigos e modernos têm utilizado a Batalha das Termópilas como um exemplo do poder que um exército patriótico pode exercer defendendo seu próprio solo com um pequeno grupo de combatentes. O comportamento dos defensores na batalha também é usado como um exemplo nas vantagens do treinamento, do equipamento e bom uso da terra como multiplicadores de força de um exército, tornando-se um símbolo de coragem contra as adversidades.

## Contexto histórico

Mapa da Grécia, mostrando as diferentes invasões persas que ocorreram durante as Guerras Médicas

As cidades-estado de Atenas e Erétria apoiaram a revolta jônica contra o Império Persa de Dario I, que ocorreu entre 499 e 494 a.C.. Naquela época, o Império Persa ainda era relativamente jovem e, portanto, mais propenso a revoltas entre os seus súditos. Além disso, Dario era um usurpador, e com isso assumiu a necessidade de extinguir uma série de revoltas contra ele.
Portanto, a revolta jônica não era uma questão menor, mas uma ameaça real à integridade do império, e por esse motivo Dario prometeu punir não só os jônicos, mas também todos aqueles que estiveram envolvidos na rebelião (especialmente os povos que não faziam parte do império). Dario viu uma oportunidade de expandir seu império no turbulento mundo da Grécia Antiga. Ele então, enviou uma expedição preliminar sob o comando do general Mardónio em 492 a.C., para garantir a abordagem à terra grega e reconquistou Trácia obrigando o reino da Macedônia a se tornar um vassalo Pérsa.
Em 491 a.C. Dario enviou emissários a todas as cidades-estado gregas, solicitando a entrega 'da água e da terra' como um símbolo de sua submissão a ele. Após a demonstração do poder persa no ano anterior, a maioria das cidades gregas se renderam. No entanto, em Atenas, os embaixadores persas foram executados e jogados em um poço para receber 'terra'; em Esparta, simplesmente foram jogados em um poço para receber 'água'. Isto provocou que Esparta também estava, oficialmente, em guerra com a Persia.
Dario começou a montar em 490 a.C. uma força-tarefa sob o comando de Dátis e Artafernes, que atacaram Naxos antes de receberem submissão das Cíclades. A força invasora, em seguida, mudou-se para Erétria, uma cidade da ilha de Eubeia, que foi cercada e destruída. Finalmente, se dirigiram a Atenas e desembarcaram na baía de Maratona onde foram recebidos por um exército ateniense em menor número. Entretanto, no confronto entre os dois exércitos na Batalha de Maratona, os atenienses obtiveram uma vitória decisiva que levou à retirada do exército persa à Asia.
Dario, portanto, começou a recrutar um novo e imenso exército com o qual ele pretendia subjugar completamente a Grécia. No entanto, seus planos foram interrompidos quando, em 486 a.C., houve uma revolta no Egito e obrigou a adiar indefinidamente as expediçôes à grecia. Em seguida, Dario, morreu enquanto se preparava para marchar ao Egito, e o trono da Pérsia passou ao seu filho Xerxes I. Xerxes esmagou a revolta egípcia, e rapidamente reiniciou os preparativos para a invasão da Grécia. Sendo uma invasão em larga escala, necessitava de um longo prazo de planejamento para acumular suprimentos necessários que permitisse recrutar, equipar e treinar os soldados.
Xerxes decidiu construir pontes sobre o Helesponto para permitir que seu exército atravessasse da Ásia para à Europa, e cavar um canal através do istmo do Monte Atos para que seus navios atravessassem (uma frota persa foi destruída em 492 a.C. enquanto rodeava essa passagem). Essas obras foram operações altamente ambiciosas que estavam fora do âmbito de qualquer outro estado contemporáneo. Finalmente, no início da década de 480 a.C., foram concluídos os preparativos para a invasão, e o exército que Xerxes havia reunido em Sardes marchava em direção à Europa, atravessando o Helesponto em duas pontes flutuantes.
Os atenienses, por sua vez, também haviam se preparando para enfrentar uma guerra contra a Pérsia desde meados da década de 480 a.C. Por fim em 482 a.C. uma decisão foi tomada, sob a orientação do estadista ateniense Temístocles, de construir uma enorme frota de trirreme, essencial para que os gregos pudessem enfrentar os persas. No entanto, os atenienses não tinham capacidade e a população suficiente para enfrentar o inimigo ao mesmo tempo em terra e no mar, e portanto, combater os persas exigiria uma aliança de cidades-estado gregas. Em 481 a.C. o imperador Xerxes enviou embaixadores ao redor da Grécia solicitando de novo terra e água, mas excluindo propositadamente Atenas e Esparta.
Entretanto, algumas cidades foram alinhadas em torno desses dois estados principais, para que houvesse um congresso de pólis em Corinto no final do outono de 481 a.C., que formou uma confederação aliada de cidades-estado. Esta confederação tinha o poder de enviar emissários pedindo ajuda e ao envio de tropas dos estados membros para os pontos de defesa após uma consulta conjunta. Este fato em si foi de grande importância tendo em vista a desunião que historicamente havia existido entre as cidades-estado, especialmente porque muitas delas estavam tecnicamente ainda em guerra umas com as outras.
A confederação voltou a se encontrar na primavera de 480 a.C.. Uma delegação da Tessália sugeriu que os aliados poderiam se reunir no estreito Vale de Tempe, na fronteira da Tessália, para bloquear o avanço de Xerxes. Foi enviada uma força de 10 000 hoplitas para o vale, através do qual eles acreditavam que o exército persa teria de passar. No entanto, uma vez lá foram avisados por Alexandre I da Macedônia, que o vale poderia ser atravessado e rodeado pela passagem de Sarantoporo, uma vez que o exército persa era de tamanho imenso, os gregos se retiraram. Pouco depois, receberam a notícia de que Xerxes havia atravessado o Helesponto.
Temístocles sugeriu então uma segunda estratégia para os aliados. A rota ao sul da Grécia (Beócia, Ática e Peloponeso) exigiria que o exército de Xerxes atravessasse a passagem muito estreita das Termópilas. Esta passagem poderia ser facilmente bloqueada pelos hoplitas gregos, apesar do esmagador número de soldados persas.
Além disso, para evitar que os persas alcançassem Atenas pelo mar, os navios atenienses e dos aliados poderiam bloquear o estreito de Artemísio. Esta estratégia dupla foi finalmente aceita pela confederação. No entanto, as cidades de Peloponeso prepararam planos para defender o Istmo de Corinto, caso necessário, enquanto as mulheres e crianças de Atenas foram evacuadas em massa para a cidade peloponésia de Trezena.

## Prelúdio

Mapa mostrando gregos e persas avançando para Termópilas e Artemísio

Parece que o exército persa se moveu em um ritmo um pouco mais lento na Trácia e Macedónia, mas finalmente, em agosto, a notícia da chegada iminente dos persas alcançou à Grécia graças a um espião grego. Naquela época os espartanos, líderes militares de fato da aliança, estavam comemorando o festival religioso de Carneia. Durante este festival a atividade militar estava proibida por lei espartana e, de fato, os espartanos não chegaram a tempo na Batalha de Maratona por causa desta exigência.
Também estavam comemorando os Jogos Olímpicos, e devido à trégua em vigor durante o evento teria sido um duplo sacrílego para os espartanos marcharem em sua totalidade a guerra. Entretanto, nesta ocasião, os éforos decidiram que a urgência era suficientemente importante para justificar o envio de uma expedição com antecedência para bloquear a passagem; expedição que seria liderada por um dos dois reis de Esparta, Leônidas I. Leônidas levou consigo 300 homens da guarda real, os hipeis e um número maior de tropas de apoio de outras partes da Lacônia (incluindo Hilotas). A expedição deveria tentar agrupar o maior número possível de aliados ao longo do caminho e aguardar a chegada do exército espartano principal.

A lenda das Termópilas, tal como relatada por Heródoto, diz que os espartanos consultaram o Oráculo de Delfos no início do ano sobre o resultado da guerra. Foi dito que o Oráculo determinou a seguinte profecia:

Ouçam seu destino, ó moradores de Esparta! 

Ou a sua famosa e grande cidade deve ser saqueada pelos filhos de Perseus, 

Ou, em troca, toda a terra da Lacônia 

Irá lamentar a morte de um rei, descendente do grande Heracles.
Heródoto diz que Leônidas, de acordo com a profecia, estava convencido de que estava indo para a morte certa pois suas forças não eram suficientes para uma vitória e assim escolheu como soldados apenas espartanos com filhos vivos.
No caminho para Termópilas o exército espartano foi reforçado por contingentes de várias cidades, atingindo um valor de mais de 7 000 soldados no momento em que chegaram a seu destino. Leônidas escolheu acampar e defender a parte mais estreita da passagem das Termópilas, em um lugar onde os habitantes da Fócida haviam construído uma muralha defensiva algum tempo atrás. Também chegaram notícias a Leonidas, da cidade vizinha de Traquínia, onde havia um caminho montanhoso que poderia ser utilizado para rodear o desfiladeiro das Termópilas. Em resposta, Leônidas enviou 1 000 soldados focídios para se estabelecer nas alturas para evitar tal manobra.
Finalmente o exército persa foi visto cruzando o Golfo de Mália e se aproximando das Termópilas em meados de agosto. Antes desse fato os aliados realizaram um conselho de guerra em que alguns peloponésios sugeriram a retirada para o istmo de Corinto para bloquear a passagem para Peloponeso.. No entanto, os habitantes da Fócida e Lócrida, regiões perto das Termópilas, ficaram indignados com a sugestão, e aconselharam defender a passagem, e enviar emissários para pedir mais ajuda. Leonidas se mostrou de acordo em defender as Termópilas.
Xerxes enviou um emissário para negociar com Leonidas. Ofereceu aos aliados sua liberdade e o título de "Amigos do Povo Persa", indicando que seriam assentados em terras mais férteis que ocupavam no momento. Quando Leonidas recusou os termos, o embaixador voltou a solicitar que depusessem as armas, para o qual Leonidas respondeu com a famosa frase "Venham buscá-las" (Μολὼν λαβέ). Quando Leônidas se recusou a retroceder, o mensageiro lhe disse: "Nossas flechas serão tão numerosas que irão tapar a luz do sol". Para isso, Leônidas respondeu: "Tanto melhor, combateremos à sombra!". O fracasso da negociação tornou a batalha inevitável. No entanto, Xerxes atrasou o ataque por quatro dias, esperando que os aliados se desesperassem por si mesmo diante da grande diferença de tamanho entre os dois exércitos, até que finalmente decidiu atacar.

## Considerações estratégicas e táticas
Numa perspectiva estratégica, defendendo as Termópilas, os gregos estavam fazendo o melhor uso possível de suas forças. Enquanto poderiam evitar mais avanço persa à Grécia, não teriam necessidade de buscar uma batalha decisiva, e poderiam simplesmente permanecer na defensiva. Além disso, com a defesa de duas passagens estreitas como Termópilas e Artemísio, a inferioridade numérica dos aliados era menos problemática. Por outro lado, os persas enfrentavam o problema de abastecimento de um exército tão grande, o que significava que não podiam permanecer em um mesmo lugar por muito tempo. Os persas, portanto, se viram obrigados a recuar ou avançar, e avançar implicava atravesar as Termópilas.
Taticamente, o desfiladeiro das Termópilas era ideal para o tipo de luta do exército grego. Uma falange hoplita poderia ser capaz de bloquear a passagem estreita com facilidade e, tendo flancos cobertos, não foi ameaçada pela cavalaria inimiga. Nestas circunstâncias, a falange seria um inimigo muito difícil de ser superado pela infantaria persa levemente armada.
Por outro lado, o principal ponto fraco que oferecia o campo de batalha escolhido pelos aliados era uma pequena passagem montanhosa que transcorria para as Termópilas, e que permitia que o exército fosse ultrapassado pelo lado e, portanto, rodeado. Embora provavelmente este lado não fosse viável para a cavalaria, a infantaria poderia atravessá-lo facilmente (especialmente quando muitos dos soldados persas estavam familiarizados com a luta em terreno montanhoso). Leônidas estava ciente da existência desta passagem graças ao aviso dos habitantes de Traquinia, e assim colocou um destacamento de soldados fócios a fim de bloquear esta rota.

### Topografia do campo de batalha

Mapa da área das Termópilas comparando a linha da costa atual com a que existia no ano de

À época da batalha, o desfiladeiro das Termópilas consistia em uma passagem ao longo da costa do Golfo de Mália tão estreito que dois carros não podiam atravessá-lo ao mesmo tempo. Limitado ao sul por falésias de grande porte, enquanto a norte se encontrava o Golfo de Mália. Ao longo do caminho, havia três passagens estreitas ou "portas" (pylai) e na porta central foi erguida um muralha que havia sido construída pelos focidios no século anterior para se defender contra invasões provenientes da Tessália. O lugar recebeu o nome de "Portões Quentes" devido as fontes de águas quentes que se podiam encontrar nesse lugar.
Hoje, o desfiladeiro não se encontra próximo ao mar, mas está a vários quilômetros para o interior, devido a sedimentação que vem ocorrendo no Golfo de Mália. O velho caminho se encontra no pé das colinas ao redor da planície, ladeada por uma rodovia moderna. Entretanto, amostras recentes da composição do solo indicam que à época o desfiladeiro tinha apenas 100 metros de largura e que a água alcançava o nível das portas. Por outro lado, a passagem continua sendo utilizada como posição defensiva natural por exércitos modernos, como por exemplo durante a Batalha das Termópilas de 1941, em que soldados britânicos defenderam a passagem contra a Alemanha nazista durante a Segunda Guerra Mundial.
- Mapas da região:[51][52]
- Imagem do campo de batalha, do leste[53]

## Os primeiros dias

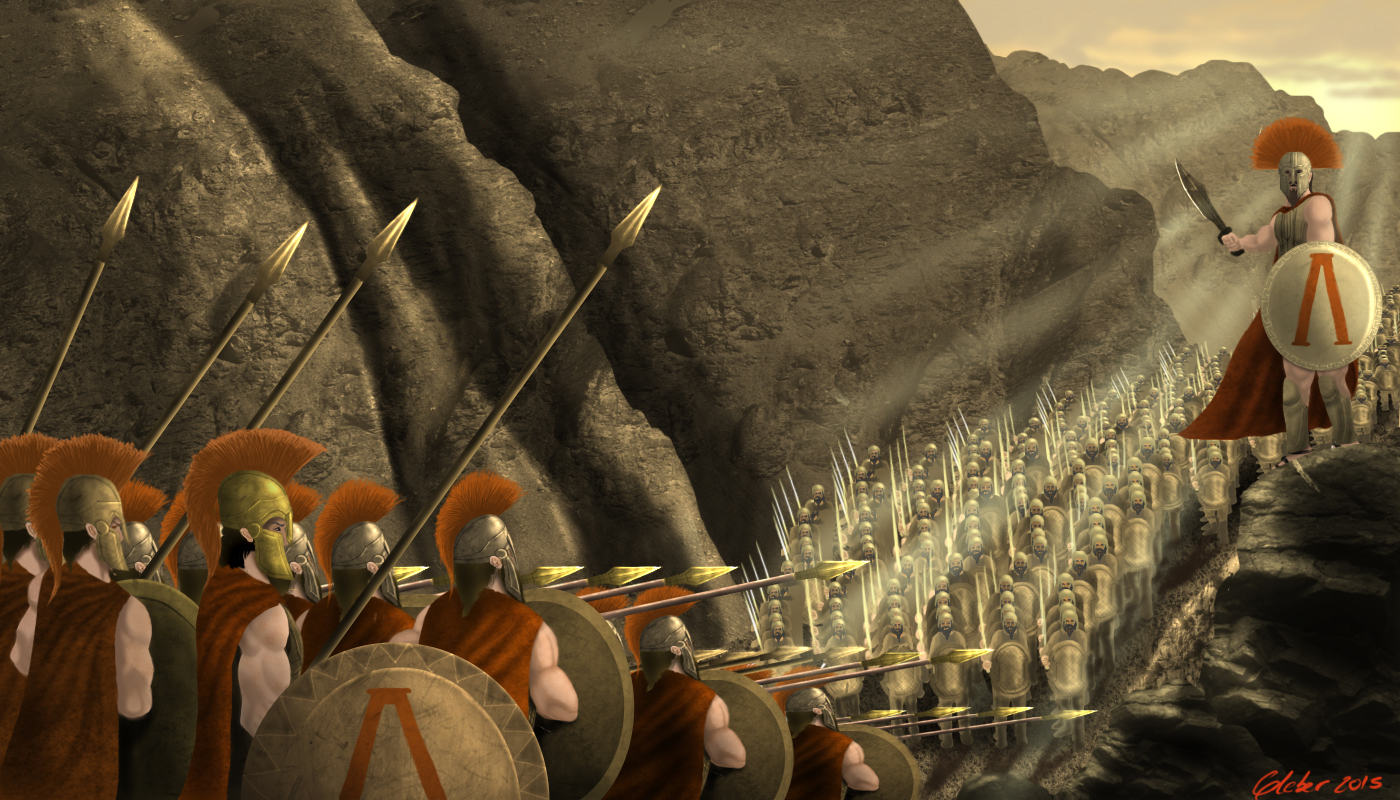
Representaçao artistica da batalha no desfiladeiro das termópilas

Durante quatro dias, Xerxes aguardou em vão que os Gregos dessem luta aos seus homens, mas como tal não se verificasse decidiu ele mesmo atacar, à madrugada do quinto dia; os seus homens, armados somente com um pequeno escudo e uma lança de menores dimensões que a dos hoplitas gregos (cujo armamento – elmo, couraça, escudo, grevas, lança e uma pequena espada – lhes dava, nesta fase do confronto, uma superioridade decisiva), ao tentarem penetrar no desfiladeiro, viram-se completamente rechaçados, pois as falanges gregas facilmente destruíam as suas lanças e, desarmando-os dessa forma, fácil foi chaciná-los em seguida.
Xerxes, que observava o espectáculo, teria dito, segundo Heródoto, ter «muitos homens, mas poucos soldados» (VII, 210). De fato, embora Xerxes dispusesse da superioridade numérica, as condições físicas do estreito impediam-no de tirar partido dessa vantagem (designadamente, pela impossibilidade de fazer aí atacar a sua célebre cavalaria).
Mesmo quando Xerxes ordenou que os archeiros medos disparassem, os longos escudos dos Gregos protegeram-nos das flechas; é nesse contexto que Plutarco (nos seus Apótegmas dos Espartanos) atribui a Leônidas I uma célebre afirmação, em resposta a um soldado que dissera que as flechas dos Medos tapavam o Sol: «Melhor, pois se os Medos taparem o Sol, combateremos à sombra» (Heródoto, porém, reporta esta afirmação a um tal Dieneces, tido como um dos mais bravos soldados de Esparta presentes neste prélio).
Plutarco afirma ainda que Xerxes procurou evitar o combate por todos os meios, tendo enviado cartas ao rei espartano, dizendo-lhe que lhe atribuiria o governo da satrapia da Grécia se este depusesse as armas e se passasse para o lado persa, ao que Leónidas teria respondido, muito laconicamente – como era característico dos Lacedemónios – «Vinde buscá-las!».
Como estas estratégias não davam resultados, Xerxes ordenou enfim que avançassem os 10 000 Imortais, comandados por Hidarnes. Tratava-se do corpo de élite da infantaria persa, o qual, de acordo com a tradição, devia o nome ao facto de, assim que morria um dos seus combatentes, este era imediatamente substituído, prefazendo dessa forma um total constante de dez mil, por isso mesmo tidos como «imortais». Embora mais bem treinados e equipados que o resto do exército, esta estratégia não surtiu o efeito desejado, não tendo sido capazes de amover os Gregos da sua posição no interior do estreito. Inclusive, o rei, sentado em seu trono no alto da colina, viu morrer um irmão seu no confronto.

### A traição

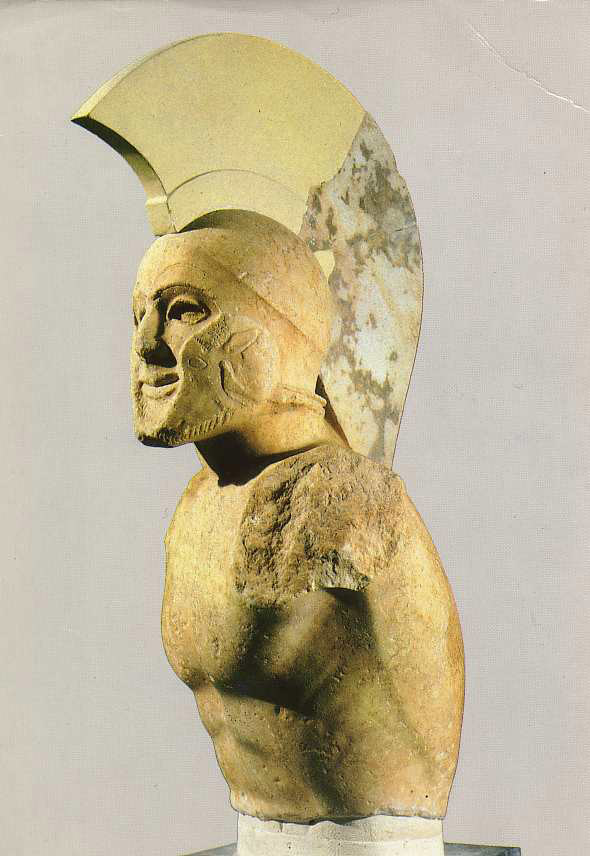
Estátua de mármore do século V a.C., patente no Museu Arqueológico de Esparta. Representa um hoplita grego com o seu típico elmo. É digno citar que alguns historiadores acreditam que o mesmo se trata de uma representação do rei

Ao sexto dia, o rei persa, julgando que o cansaço tivesse domado os seus oponentes, resolveu voltar a atacar; ludibriou-se, porém, e não colheu melhores frutos que no dia anterior.
Foi então que apareceu, no acampamento persa, Efialtes de Mális, nome que tem ecoado pelos séculos fora como sinônimo de traidor. Dirigira-se ao Rei de Reis na vã esperança de obter uma compensação pecuniária a troco de revelar um caminho secreto que conduzia à retaguarda das Termópilas (onde se achavam os Fócios), através da montanha. Xerxes ficou entusiasmado com as novidades, convocando Hidarnes e ordenando que os Imortais percorressem o dito caminho durante a noite, para poderem atacar os Gregos logo pela madrugada.
De facto, os Fócios, que guardavam a retaguarda do estreito, só se aperceberam do avanço do inimigo quando já era tarde demais, tendo abandonado a sua posição diante do ataque dos arqueiros Medos.
Entretanto, no interior do desfiladeiro, no acampamento dos Gregos, ultimavam-se os preparativos para aquele que viria a ser o derradeiro dia da batalha. Segundo Heródoto, um adivinho que se encontrava entre os soldados, Megístias, após analisar as entranhas dos animais sacrificados aos deuses, concluiu que a morte chegaria com a madrugada (o que seria corroborado com o aparecimento de alguns desertores fócios no acampamento).
Leônidas I reuniu o conselho de guerra, tendo as opiniões dos Helenos dividido-se: uns eram a favor da retirada pura e simples, para evitar uma inevitável chacina; outros defendiam que aí deviam permanecer até ao último homem. Leónidas resolveu o problema, declarando que todos os Aliados eram livres de partir, já que não sentia neles a coragem para combater; apenas ele e os seus trezentos homens não podiam desertar, pois a isso os obrigava a Constituição de Licurgo (que declarava constituir a deserção a suprema desonra para um Espartano); se pelo contrário ali permanecessem e morressem a pelejar, o seu nome seria cumulado de glória e jamais cairia no esquecimento.
Ao mesmo tempo, esta decisão do rei deve ter sido reforçada pela chegada de um oráculo da Pitonisa de Delfos; pouco antes do começo da batalha, Leónidas mandara inquirir de Apolo quem sairia vencedor da pugna, e agora a sacerdotisa do deus respondia-lhe que um dos reis de Esparta se deveria sacrificar para que a respectiva pólis pudesse continuar de pé; se tal não sucedesse, a cidade seria reduzida a cinzas pelos Persas.

Detalhe da batalha das Termópilas – os Imortais Persas contornam as montanhas, após o traidor Efialtes lhes ter revelado o caminho, e surpreendem os Gregos pela retaguarda, daí seguindo para Atenas e para a batalha naval ao largo da ilha de Salamina

É evidente que, embora embelezem a narrativa, não há como provar a veracidade destas profecias, pelo que esta tradição poderia muito bem ter sido forjada já após a batalha; não obstante, há que ter em conta a franca popularidade de que o oráculo de Delfos desfrutou, ao longo dos séculos, no Mundo Antigo, para se poder supor que a tradição se baseia numa consulta real que Leônidas I fez ao Templo de Apolo no «umbigo do Mundo».
O mais provável é que Leónidas não tenha tido tempo sequer para pensar na glória futura; compreendendo que o massacre estava iminente, dispensou a maior parte do contingente estacionado nas Termópilas, incumbindo-o agora da organização da defesa da Grécia mais a Sul, no Istmo de Corinto, enquanto os poucos que restavam nas Termópilas protegiam a sua retirada.

### O último dia
Chegara finalmente a aurora do sétimo dia; os Persas haviam já contornado o desfiladeiro, ora desguarnecido pelos Fócios, e iniciam o seu ataque por ambos os lados do estreito; os Gregos, conscientes de que não havia outra saída que não fosse a morte, pareciam não a temer e, segundo as Histórias, lutavam com ainda mais afinco que nos dias anteriores, causando grandes perdas entre os invasores.
Perante este último ataque dos Bárbaros, quebradas que estavam a maior parte das lanças gregas pelos machados dos Persas, os Helenos, cercados, enfrentaram por fim o inimigo com as espadas, numa luta corpo-a-corpo, falecendo assim de modo honroso. Dessa forma caiu Leónidas, no meio dos seus soldados, os quais, de acordo com Heródoto, ao verem o seu rei perecer, logo procuraram recuperar o seu cadáver, qual troféu de guerra que importava preservar ao máximo dos ultrajes que o inimigo lhe poderia provocar.
Com efeito, quando a batalha acabou, Xerxes dirigiu-se pessoalmente ao campo onde se travara peleja, procurando pelo corpo de Leónidas – o responsável pelo seu atraso na conquista da Grécia e pelo tão elevado número de perdas entre os seus homens –, ordenando de seguida que fosse decapitado e a sua cabeça empalada (facto que ditou, de acordo com a tradição, que a alma penada de Leónidas, vagueando no Tártaro, atormentasse Xerxes nos seus sonhos para sempre, não só por não haver celebrado as suas exéquias – parte integrante do riquíssimo ritual bélico da Antiguidade – como ainda por haver profanado o seu corpo).
Mas a salvação do corpo do seu rei não foi o único problema com que os Espartanos se debateram; a sua maior dificuldade eram as deserções que continuavam a verificar-se (Heródoto cita os nomes de dois Lacedemónios que teriam sobrevivido à batalha, afirmando mesmo que um deles cometeu suicídio por não aguentar a pressão da desonra, demonstrando assim que até entre os míticos Espartanos houve deserções, e que nem todos os Trezentos teriam morrido na batalha); a maior parte delas, porém, vinha do campo dos Tebanos, os quais, a meio da batalha, se viraram para o inimigo. Se essa traição teria sido já acordada previamente, se foi fruto puro e simples das circunstâncias em que a peleja se proporcionava, ou se se trata simplesmente uma invenção de Heródoto, não se sabe. Certo é que, segundo o seu relato, Xerxes, descontente, ordenou que metade dos combatentes tebanos fosse massacrada, e a outra metade escravizada – destinando-se o castigo a punir a demora no honrar do acordo de aliança celebrado.

## As consequências

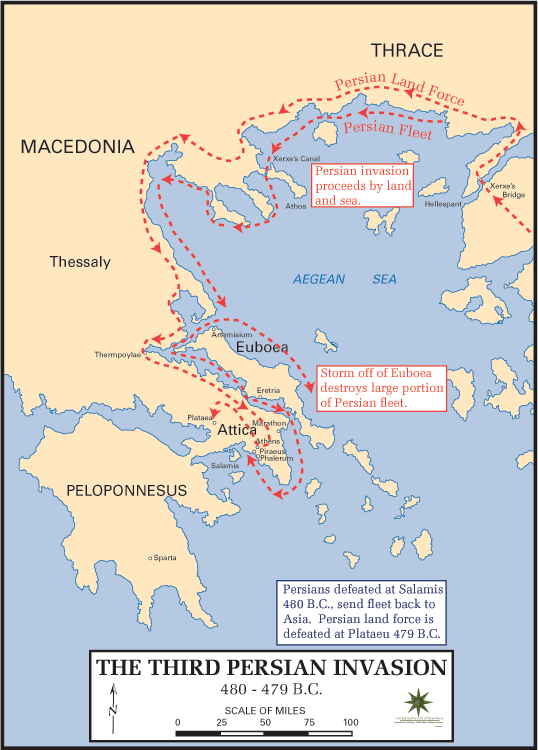
Rota seguida pelos invasores persas rumo às Termópilas, Salamina e Plateias (480 –)

O desfecho da batalha parece ser, à primeira vista, uma retumbante vitória dos Persas. Mas bem observados os factos, esta vitória teve tanto de esmagadora como de pírrica.
Faleceram nas Termópilas cerca de dois mil Gregos (muito mais que os míticos trezentos Espartanos); porém, antes de caírem mortos, os Gregos infligiram um elevado número de baixas no exército persa (dezenas de milhares de homens), isto para além de reterem a sua marcha durante vários dias; os homens e o tempo perdido nas Termópilas foram cruciais para o subsequente fracasso de Xerxes, pois nesse lapso temporal possibilitou-se a evacuação da população de Atenas (cidade que será saqueada e incendiada pelos homens de Xerxes – como represália por haver sido a grande responsável pelo desfecho da I Guerra Médica) para a vizinha ilha de Salamina, bem como a concentração das forças gregas remanescentes ao longo do Istmo de Corinto.
A batalha naval do cabo Artemísio, travada ao norte da ilha de Eubeia, escassos dias após as Termópilas, redundou num empate técnico, e só nos começos de Setembro se começou enfim a esboçar a derrota do Rei de Reis: o estratego ateniense Temístocles forçou a armada persa a entrar no estreito de Salamina; aí, as pesadas embarcações persas viram-se incapazes de manobrar diante das ágeis trirremes atenienses, tendo acabado aquelas por sofrer uma copiosa derrota, o que levou Xerxes a regressar à Ásia. No ano seguinte (479 a.C.), o golpe final é dado em Plateias, nunca mais voltando a Pérsia a tentar invadir a Grécia Continental. As hostilidades prosseguiriam, no entanto, até à assinatura da Paz de Cálias, em 449 a.C., já durante o reinado de Artaxerxes I. O perigo medo-pérsico, nunca completamente esquecido, só seria dominado cento e cinquenta anos mais tarde, quando Alexandre III da Macedónia, o Grande, invadiu o Próximo Oriente e conquistou o vasto império de Dario III.

## Os motivos
A historiografia moderna acha-se ainda contaminada pela visão que o Romantismo oitocentista legou a esta batalha: os Gregos, tradicionalmente desunidos, resolveram unir-se e lutar contra um inimigo comum, pois sentiam-se membros de uma mesma etnia – afinal, partilhavam o mesmo idioma, prestavam culto aos mesmos deuses, e celebravam comumente, por exemplo, de quatro em quatro anos, os Jogos Olímpicos, o exemplo mais demonstrativo do pan-helenismo. Agora, uniam-se para lutar contra um inimigo comum, que teria vindo para os subjugar, fazer dos livres Helenos meros súbditos do Rei de Reis; mais do que isso, uniam-se para preservar, não só a sua liberdade, como também a mais original das suas criações: a democracia, que vigorava em várias das suas pólis. Para isso, um grupo de soldados de élite – movidos pela virtude do heroísmo, tão apreciada pelos românticos – teriam preferido pagar com a vida a defesa desses ideais, tornando-se num símbolo de coragem, espírito de sacrifício, e de resistência ao invasor.
Não é crível que os Gregos tivessem a consciência de constituírem uma Nação, no sentido que modernamente se dá ao termo (sentido esse forjado a partir do século XIX, precisamente pelos românticos). De igual modo, também parece improvável que os Helenos tenham tido a real noção de que a luta que estavam a travar era, mais que a simples defesa do seu território, um confronto de civilizações, entre valores e ideias radicalmente distintas.
Mais, a liberdade e o sistema de governo dos Gregos não estariam assim tão ameaçados pelo Império Persa (o qual, se comparado com os que o antecederam – como o assírio ou o babilónio –, era relativamente pacífico e tolerante); de facto, os Persas não foram os tiranos a que a historiografia grega alude – o desconhecimento, de parte a parte, dos costumes e tradições de cada um dos lados, levou à formação de mitos sobre ambos os povos sem qualquer fundo de verdade. Dessa forma foi fácil ao Romantismo aproveitar esses dados para fazer persistir a imagem do Persa como opressor quase até aos dias de hoje, quando na verdade, os Persas protegiam os costumes locais (foi durante o domínio persa que, por exemplo, os Judeus deportados na Babilónia regressaram a Jerusalém para reconstruir o Templo), e tinham o cuidado de não impor, nem a sua língua (usavam o aramaico, língua franca do Próximo Oriente antigo, como idioma da administração, e não o persa), nem a sua religião (o zoroastrismo) aos seus súbditos. Provavelmente o sistema democrático iria colidir com as noções de súbdito e de império, mas é bem provável que, à parte isso, os Gregos tivessem podido integrar-se, sem qualquer problema, naquele que tentou ser o primeiro grande império universal da História.
Quanto ao sacrifício dos Espartanos, tal deve ser entendido no quadro da sua própria mentalidade – como foi dito, estavam vocacionados desde a mais tenra infância para a vida militar, de tal forma que, muito provavelmente, a perspectiva de serem chacinados em combate não os terá perturbado minimamente (ainda que, não obstante, Heródoto documente dois casos de deserções entre os Espartanos).

## Importância militar
As Termópilas constituem o exemplo, em termos de estratégia militar, de como um pequeno grupo de soldados bem treinados pode ter, em circunstâncias de desigualdade numérica, um grande impacto sobre um número de inimigos muito maior; contudo, esta estratégia só é eficaz num terreno desfavorável ao inimigo (campo fechado), pois, como foi dito, se a batalha tivesse sido travada numa planície, facilmente os Gregos sairiam derrotados.

## Inspiração
O desfecho das Termópilas tem causado, ao longo da História, a maior impressão a diversos homens das letras e das artes.
Deve-se citar, entre os primeiros, o poeta Simónides de Céos, que escreveu um famosíssimo epitáfio que foi colocado no local onde a batalha se travou (o qual aparece transcrito nas Histórias por Heródoto), e que rezava o seguinte:
´Ω ξεíν´, ´αγγέλλειν Λακεδαιμονíοις ´οτι τηδε
 κείμεθα τοîς κείνων ρήμασι πειθόμενοι.
O que transliterado dá:
O xein', angellein Lakedaimoniois hoti tede
 keimetha tois keinon rhemasi peithomenoi.
E traduzindo para a língua portuguesa (seguindo a versão de Maria Helena da Rocha Pereira, helenista da Universidade de Coimbra), temos:
«Estrangeiro, vai contar aos Lacedemónios que jazemos
aqui, por obedecermos às suas normas.»
(in Hélade, 6.ª ed., Coimbra, FLUC, 1995, p. 148).
Também Cícero, nas suas TVSCVLANÆ QVÆSTIONES (I, 42), verteu este dístico para o latim, do seguinte modo:
DIC HOSPES SPARTÆ NOS TE HIC VIDISSE IACENTES,
DVM SANCTIS PATRIÆ LEGIBVS OBSEQVIMVR.
Ou seja:
Estrangeiro que passas, diz a Esparta teres-nos visto aqui jacentes
obedecendo às santas leis da Pátria.
O mesmo Simónides escreveu igualmente outro dístico, não tão conhecido, que canta o seguinte:
Aqui combateram um dia, contra três milhões,
quatro mil homens do Peloponeso.
Indiferente também não lhe ficou o poeta português Luís Vaz de Camões, que alude a Leônidas I no passo de Termópilas no último canto de Os Lusíadas, estância 21:
«Ou quem, com quatro mil Lacedemónios,
O passo de Termópilas defende [...]»
O poeta inglês Lord Byron (conhecido pelo seu filelenismo, que o levou à Grécia recém-liberta do jugo otomano, a fim de lutar pela sua independência – quase uma reedição do conflito entre Gregos e Persas na Antiguidade –, tendo inclusivamente encontrado a morte quando os Turcos puseram cerco à cidade de Missolonghi, em 1824) alude também às Termópilas, num excerto de um seu poema, The Islands of Greece:
«[...]
Earth! render back from out thy breast
A remnant of our Spartan dead!
Of the three hundred grant but three,
To make a new Thermopylæ!»
Uma referência à batalha das Termópilas é também feita no hino nacional da Colômbia, que reza o seguinte, na sua estância IX:

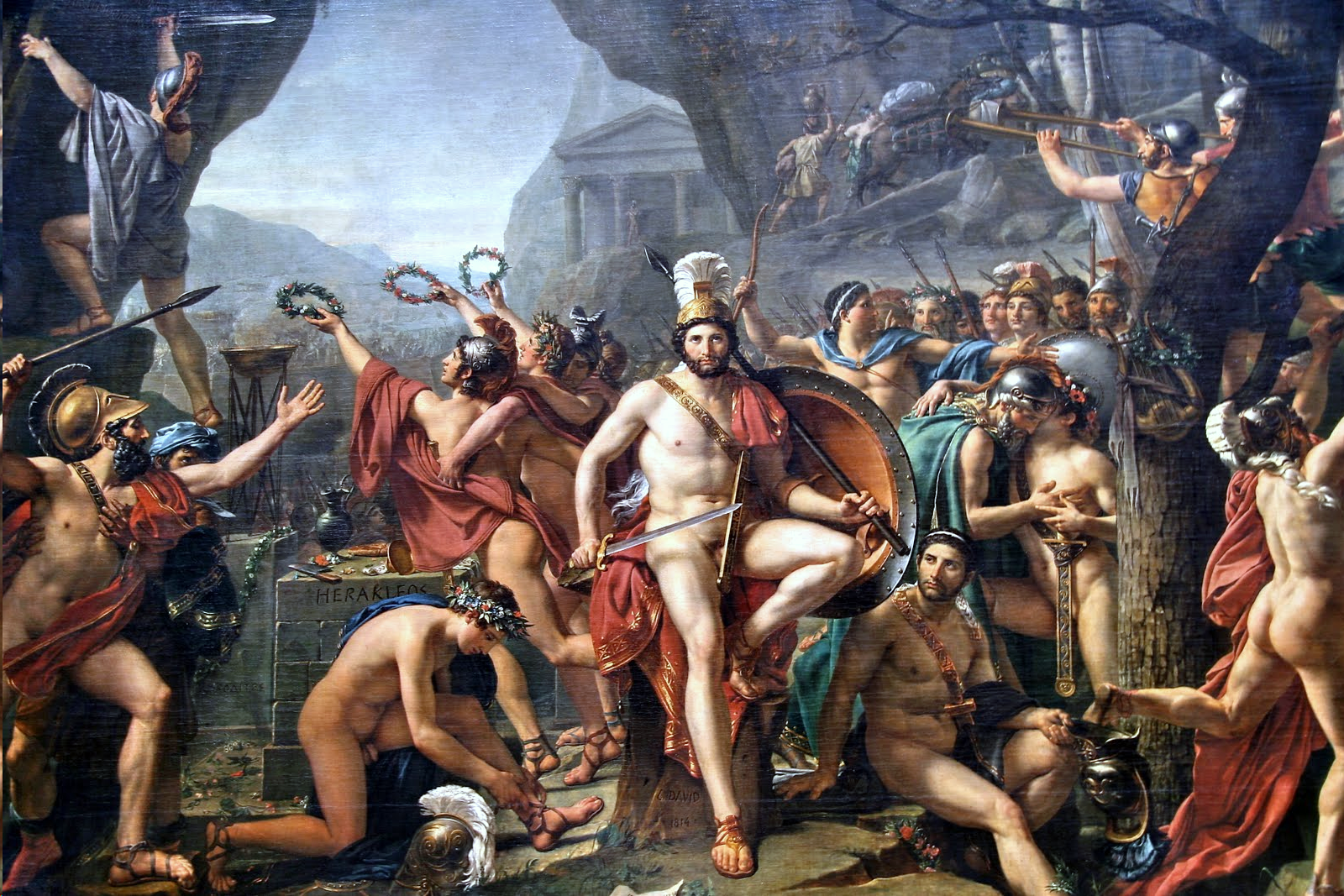
Leónidas nas Termópilas, por Jacques-Louis David (1814)

«La patria así se forma,
Termópilas brotando
constelación de cíclopes
su noche iluminó
[...]»
É ainda de destacar a conhecida banda desenhada 300, da autoria de Frank Miller (1999), bem como a obra de Steven Pressfield Gates of Fire. An Epic Novel of the Battle of Thermopylæ (1998), já traduzida em Portugal.
No que toca às artes plásticas, é de realçar o óleo de David, Leónidas nas Termópilas, datado de 1814, dos alvores do Romantismo. Está patente ao público no Louvre, em Paris.
Por fim, ao nível do cinema, destaque também para um filme realizado em 1962 pelo polaco Rudolp Maté, The 300 Spartans, e o filme "300" , de Zack Snyder, realizado e exibido em 2007, baseado na banda desenhada de Frank Miller, com Gerard Butler e Rodrigo Santoro.

## Na cultura popular

### Livros
- Frank Miller, 300, Milwaukee (Wisconsin), Dark Horse Comics, 1999.
- Steven Pressfield, Portões de Fogo. Romance histórico sobre a Batalha das Termópilas, Lisboa, Editora Ulisseia, 2004 (ed. original norte-americana: Gates of Fire. An Epic Novel of the Battle of Thermopylæ, Garden City (NY), Doubleday & Company, 1998).

### Filmes
- Os 300 de Esparta (The 300 Spartans), direção de Rudy Mate, 1961.
- 300 (título original), direção de Zack Snyder, 2007.
- 300: A Ascensão de um Império (300: Rise of an Empire), direção de Noam Murro, 2014
- Os Espartalhões (Meet the Spartans), direção de Jason Friedberg e Aaron Seltzer, 2008